# Ihtiman
Ihtiman (bulgare : Ихтиман) est une ville de l'ouest de la Bulgarie dans l'oblast de Sofia.

## Géographie
Elle est située dans le massif de Sredna Gora, à 48 km au Sud-Est de Sofia, la capitale du pays, et à environ 70 km au Nord-Ouest de Plovdiv.
Ihtiman se trouve sur le tracé de l'autoroute A1 qui relie Sofia à Bourgas, sur la côte.

## Histoire
Ce fut une place forte défensive de l'Empire romain chargée de garder les routes importantes vers le Bosphore. Ihtiman était alors appelée Stipon. La ville a continué à jouer ce rôle défensif sous les empires byzantin et bulgares.
Le Second Empire bulgare a toutefois déplacé son centre de défense principal dans la région de la Porte de Trajan, situé à douzaine de kilomètres au sud-ouest de la ville.
Après la conquête ottomane à la fin du XIVe siècle, la ville a été renommée Ihtiman, toponyme qui semble d'origine turque. La domination ottomane dure quatre siècles.
Depuis 1885, à l'issue du congrès de Berlin, la ville intègre la Principauté de Bulgarie en 1878, comme le reste de la province ottomane de Roumélie orientale.
Louis Léger, qui visita la Bulgarie vers 1880, écrit à propos de la ville : « Ichtiman est vite vu. La rue principale, qui est en même temps la grand'route, est d'une propreté suffisante ; les ruelles latérales sont de véritables cloaques. Les maisons des paysans sont généralement situées au milieu d'un enclos formé de clayonnages plus infranchissables que des murs. Sur certaines de ces palissades est fiché un crâne de cheval qui sèche et blanchit au soleil ; la tête du noble animal passe pour détourner les maléfices ».

## Population
Au recensement du 13 septembre 2005, la ville comptait 14 525 habitants.